# 新加坡赖以生存的硬道理
《李光耀：新加坡赖以生存的硬道理》，是新加坡前总理李光耀的论著，最近流行于市面，博得不少评论家和普通市民的评论，也吸引了专业政治家的目光。

## 背景
李光耀现为新加坡前国家内阁资政。《新加坡赖以生存的硬道理》原是新加坡著名英文《海峡时报》的7位记者连续采访李光耀多达16次（共耗时约32小时），最终编辑成书。

## 论点
李光耀在论著中提出了一系列关于新加坡和国际政治经济的新观点，包括：
- 新加坡虽建国多年，但仍未能称得上是个“真正国家”。新加坡还只是个“概念”。新加坡要成为真正的国家尚需40到50年的建设。[1]
- 中国属于实干型国家，而印度较为松散。西方当初高估了印度。
- 现时美国是“柔和霸权”。中国日益强大之后，“未必是柔和的霸权”。
- 不希望在新加坡建立“李氏王朝”主宰新加坡政治。[1]